# Robert M. Charlton
Robert M. Charlton (Savannah, 1807. január 19. – Savannah, 1854. január 18.) az Amerikai Egyesült Államok szenátora (Georgia, 1852–1853).